# Burg Steinhausen (Aspach)
Die verschwundene Burg Steinhausen lag beim zu der Gemeinde Aspach gehörenden Weiler Steinhausen im Rems-Murr-Kreis in Baden-Württemberg. Die Burg Steinhausen gehört zu den vielen Burgen und burgähnlichen Objekten im Rems-Murr-Kreis, über die so gut wie nichts bekannt ist.

## Lage
Die ehemalige Burg lag auf einer Bergnase westlich des Weilers Steinhausen auf einer Höhe um 375 m ü. NHN. Von Nordwest nach Südost fließt an der rechten Spornseite der Rohrbach entlang, dem der kurze Wolfklingenbach der linken Spornseite entlang westwärts zuläuft. Die offene Flur auf dem Spornrücken trägt den Gemarkungsnamen Wolfsäcker. Von dieser Position aus war eine Kontrolle der alten Hochstraße bei Völkleshofen möglich, welche wahrscheinlich schon von den Römern benutzt wurde und auf der Anhöhe von Oberstenfeld-Neuwirtshaus bis nach Sulzbach an der Murr verläuft.

## Name
Der ursprüngliche Name der Burg ist nicht bekannt. Wahrscheinlich nahm der Weiler Steinhausen, der um 1300 erstmals erwähnt wurde, den Namen der Burg an.

## Geschichte
Die Burg ist wahrscheinlich früh abgegangen und wurde daher nicht urkundlich erwähnt. Gerhard Fritz vermutete daher einen römischen Ursprung des Gebäudes. 
Um 1840 sollen noch Außenmauern der Ruine mit etwa zwei Metern Höhe sichtbar gewesen sein. Das Gebäude war wohl viereckig und hatte eine Seitenlänge von 20 Metern. 1934 konnte Heimatforscher Ludwig Vogelmann noch deutliche Grundmauern sowie Reste von Wall und Burggraben feststellen. Ende des 20. Jahrhunderts war die Burganlage bis auf wenige Reste gänzlich verschwunden. Heute (2025) ist der Burgstall noch durch eine terrassenförmige Struktur und verstreute Steine im Gelände erkennbar.